# No Plan
No Plan é um EP do cantor britânico David Bowie, lançado postumamente em janeiro de 2017. O projeto foi produzido pelo próprio músico em parceria com Tony Visconti.
O disco possui canções compostas por Bowie para o musical off-Broadway Lazarus, incluindo a canção "Lazarus", que fez parte do álbum Blackstar, de 2016. O projeto acompanhou um videoclipe para a canção "No Plan".

## Faixas
Todas as faixas escritas e compostas por David Bowie. 
| No Plan – (CD, vinil, download digital) |                         |         |  |
| N.º                                     | Título                  | Duração |  |
| 1.                                      | "Lazarus"               | 6:24    |  |
| 2.                                      | "No Plan"               | 3:40    |  |
| 3.                                      | "Killing a Little Time" | 3:46    |  |
| 4.                                      | "When I Met You"        | 4:09    |  |